# 徐顯卿
徐顯卿（1537年—1602年），字公望，號檢庵，直隸蘇州府長洲縣人。明朝翰林、政治人物。隆慶二年中進士，選庶吉士，在翰林院、詹事府任職多年，曾主持經筵，參修世宗、穆宗《實錄》及《大明會典》等重要典籍。歷官國子監祭酒、詹事府詹事，陞翰林院侍讀學士，掌院事。萬曆十五年補禮部右侍郎，次年轉吏部右侍郎，因遭言官攻訐，上疏請求致仕，返回江南，在常州府宜興縣終老。
徐顯卿平生所任官職，多為清華之選，其詩文亦別具一格，有《天遠樓集》傳世。徐顯卿晚年，曾延請太倉余壬、歙縣吳鉞兩位畫師描繪一生際遇，並逐幅親題詠記，作成《徐顯卿宦跡圖》，流轉至今，現藏北京故宮博物院。

## 生平

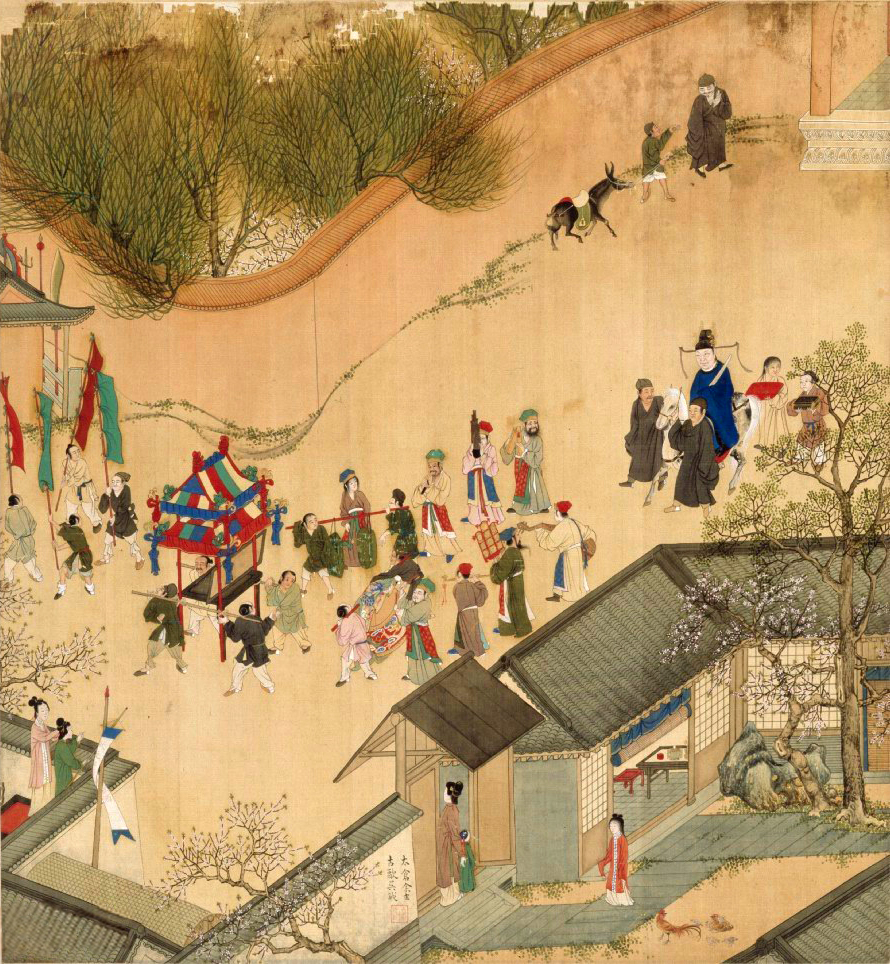
《徐顯卿宦跡圖·瓊林登第》，描繪徐顯卿考中進士，身著進士冠服赴恩榮宴的場景

### 科名
明世宗嘉靖十六年（1537年），徐顯卿生於直隸蘇州府長洲縣，少年喪母。嘉靖三十三年（1554年）進學。嘉靖四十年（1561年），為學院案首，深得蘇州府知府王道行、同知徐節賞識。閏五月，在準備辛酉科應天鄉試之時，其父徐騏暴卒。徐顯卿回家治喪，王道行、徐節二人都來弔唁。王道行惋惜徐顯卿因守孝錯過本科鄉試，破例為其父撰寫祭文，並延請其教授自家幼子。
穆宗隆慶元年（1567年），徐顯卿參加丁卯科應天府鄉試中舉。隆慶二年（1568年），徐顯卿赴京師會試聯捷，殿試位列二甲第十六名，賜進士出身。

### 翰苑
同年六月，徐顯卿獲館選第一，為翰林院庶吉士，殷士儋、趙貞吉任教習。隆慶四年（1570年）三月，授翰林院編修。五月，任纂修官，參修《世宗實錄》。

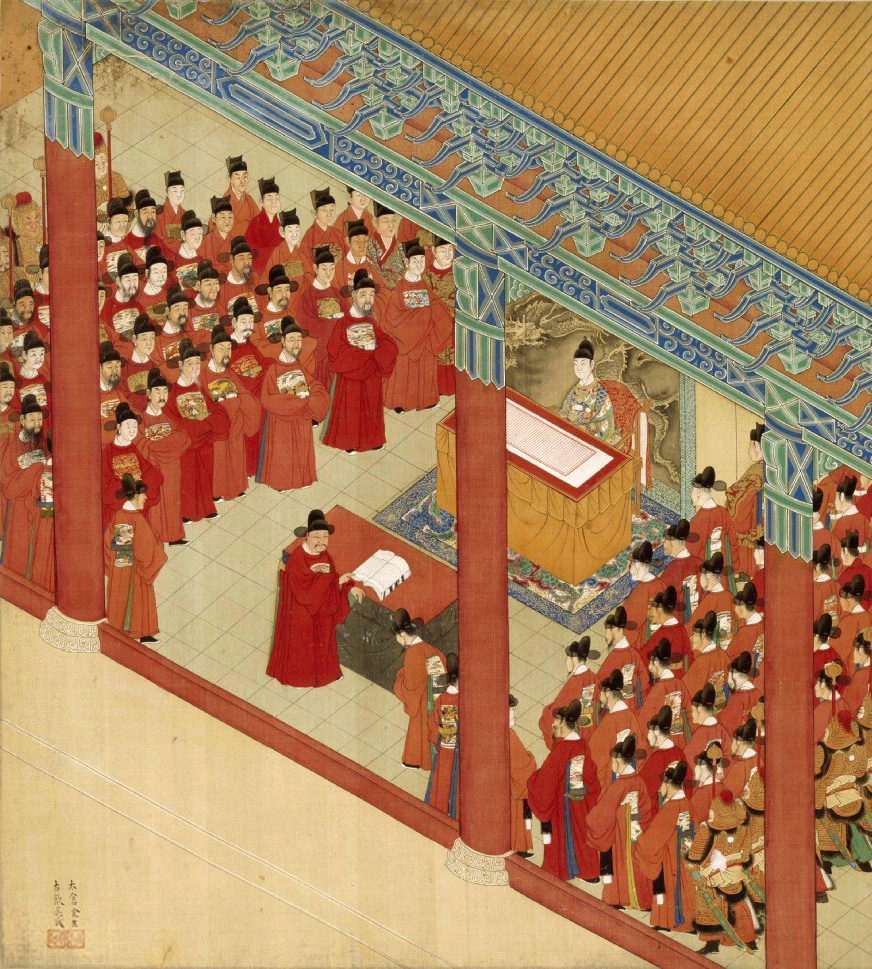
《徐顯卿宦跡圖·經筵進講》，描繪徐顯卿主持經筵，為神宗講授的場景

神宗萬曆元年（1573年）正月，張居正請開經筵，徐顯卿任展書官。萬曆三年（1575年）三月，張居正題請以日講官丁士美等六人輪流赴館修起居注，以修撰王家屏、徐顯卿、張位、于慎行、沈懋孝，編修沈一貫編纂奏章。萬曆四年（1576年）六月，張居正又提請徐顯卿充纂修官，參纂《大明會典》。萬曆五年（1577年）八月，徐顯卿以修實錄之功升任侍讀。
徐顯卿自少即患㿗疝，萬曆七年（1579年）春，病情惡化。四月，朝廷遣永康侯徐喬松、右通政朱南雍為正使，光祿寺丞周弘祖和時任侍讀的徐顯卿為副使，持節冊封荊府世子朱常泴為荊王，封封丘王妃陳氏等為妃。徐顯卿帶病前往武昌，事畢告假，順長江而下，八月，抵達宜興縣，避居芙蓉山養病。次年，嫁長女予崑山朱氏。萬曆十年（1582年）底，沿陸路北上，冒雪還朝。十二月，補翰林院侍讀。
萬曆十二年（1584年）二月，詹事府坊局掌印官空缺，徐顯卿升任左春坊左諭德兼翰林院侍讀，掌管本坊印信。十一月，升任國子監祭酒。萬曆十三年（1585年）二月，充任經筵講官。四月十六日，神宗布袍步行前往天壇禱雨，百官遂從，顯卿以祭酒導駕前驅。十月，改任詹事府少詹事，充日講官。萬曆十四年（1586年）五月，充《大明會典》纂修官。六月，升任詹事府詹事兼翰林院侍讀學士，并掌院事。

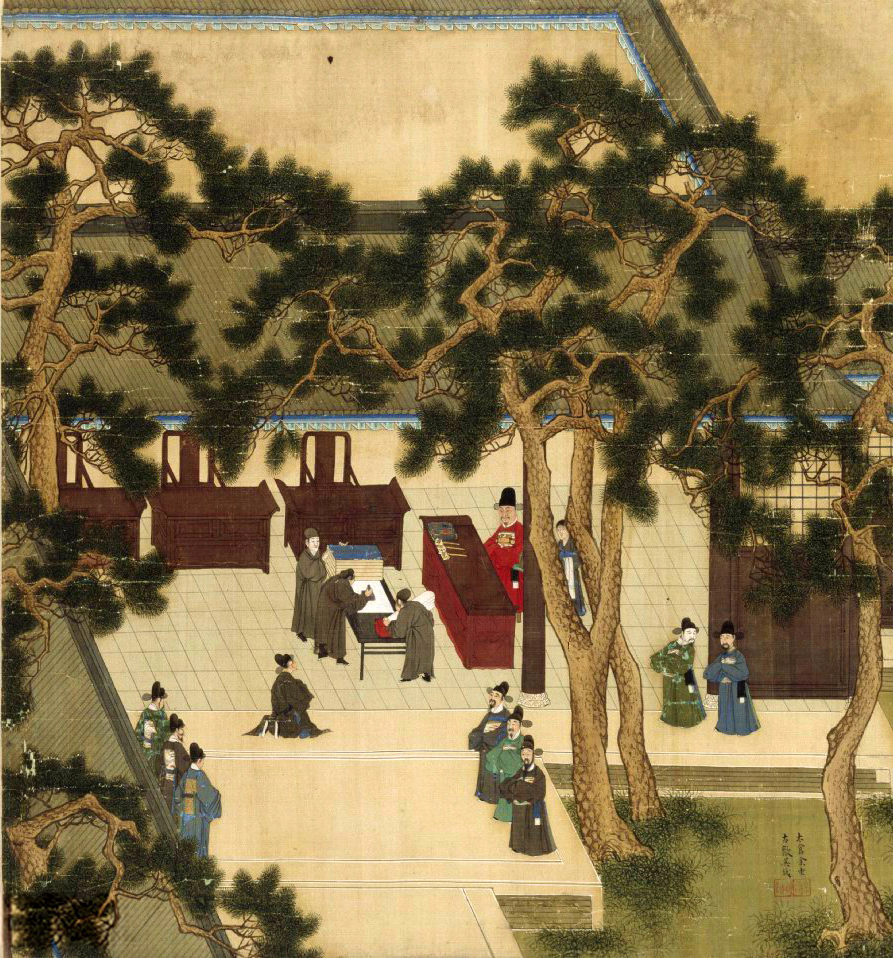
《徐顯卿宦跡圖·玉堂視篆》，描繪徐顯卿任翰林院掌院學士，坐視用印的場景

萬曆十五年（1587年）二月，《大明會典》終於編纂完成，負責官員張位、于慎行、徐顯卿等各升俸一級，并得以封贈家人。

### 侍郎
萬曆十五年年底，禮部右侍郎于慎行轉任左侍郎，徐顯卿補其缺。
萬曆十六年（1588年）八月，朝鮮陪臣韓准到京進賀表，朝廷按例賜宴，徐顯卿奉命陪同。九月，神宗親自查驗陵寢建設，見工程次第開展，徐顯卿因功加級得賞。十月，徐顯卿轉任吏部右侍郎。

### 致仕
萬曆十七年（1589年）二月，南京雲南道御史方萬策、江西道御史林可成等人，交章彈劾徐顯卿，稱其排擠張位、沈一貫、李長春、韓世能等人，又指責其勾結富商，諂媚太監，行為不端，收受賄賂。朝廷命下吏部調查。徐顯卿上疏抗辯不成，遂連上三疏請求致仕，獲准。
徐顯卿因其弟徐顯宰死于非命，舉家徙居宜興縣。曾創建義倉，並帶頭捐金五百。萬曆三十年（1602年）十月，卒於家。萬曆四十七年（1619年），禮部上奏，稱徐顯卿「纂述功多，啟沃勞久，偶以坦衷招議，旋亦日久論明，遡厥勤勞」，朝廷終於為其平反，按例賜祭葬。

## 轶事

### 夢鯉
隆慶二年（1568年），徐顯卿赴京應會試，客居惠河寺，老僧號了庵，對徐顯卿透露，師徒前日同做一奇夢，見佛殿後小佛堂東西各一間，忽變為池，有鯉魚躍出，隨即天色轉暗，雷電交加，池水波濤洶湧，一大魚從中直飛上天，於是驚醒。巧合的是，徐顯卿住在西面一間，東面則為山東張清濱。結果兩人當年考中同榜進士，而寺中其餘寓居兩廊者共十六人，全部落榜。鯉魚飛躍爲科舉吉兆，徐顯卿由此認為，自己高中進士已有冥冥運數。

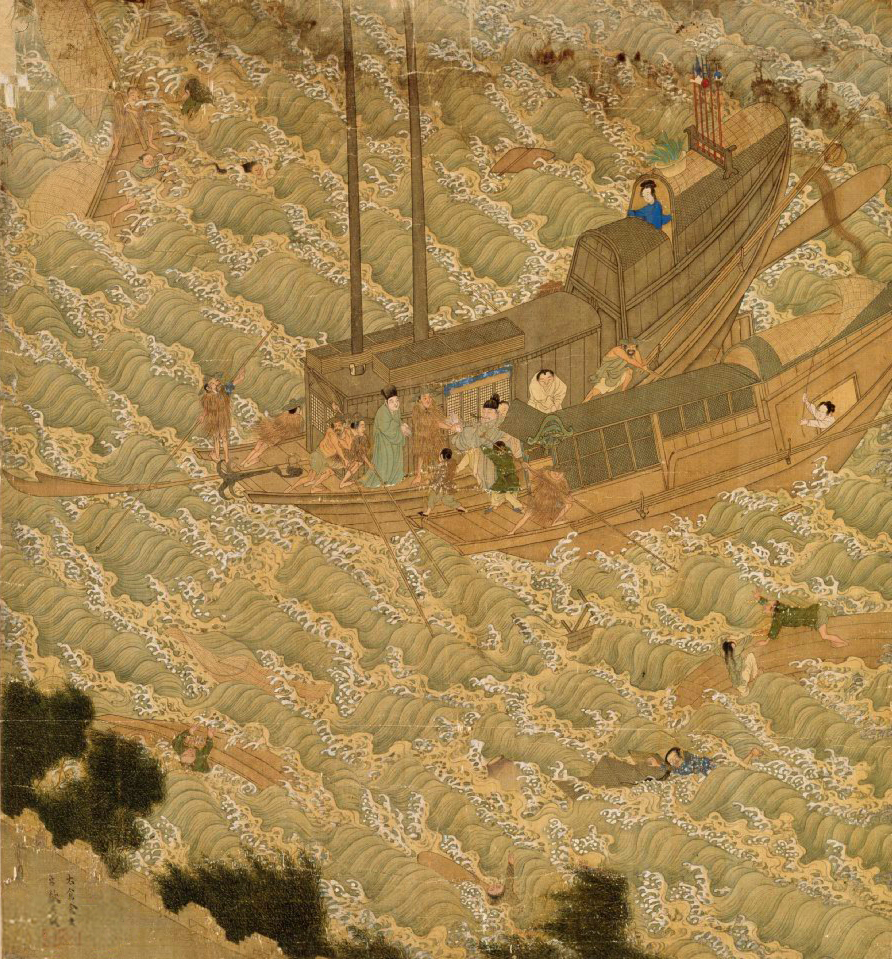
《徐顯卿宦跡圖·危舟免難》，描繪徐顯卿主僕在蘇州遇險獲救的場景

### 船難
隆慶六年（1572年），時任翰林院編修的徐顯卿請假歸里。二月十一日，徐顯卿攜僕人乘船為友人弔喪。雖為冬日，然天氣炎熱。午後，小船經過胥門、盤門之間，忽然黑雲漫天，颶風襲來，雷電大作，溺水者數百人。徐顯卿所乘小船順流東下，在即將沒入前方大河的危難之間，為巨大糧船阻擋。船工將主僕救起，而小船隨即漂遠沉沒。

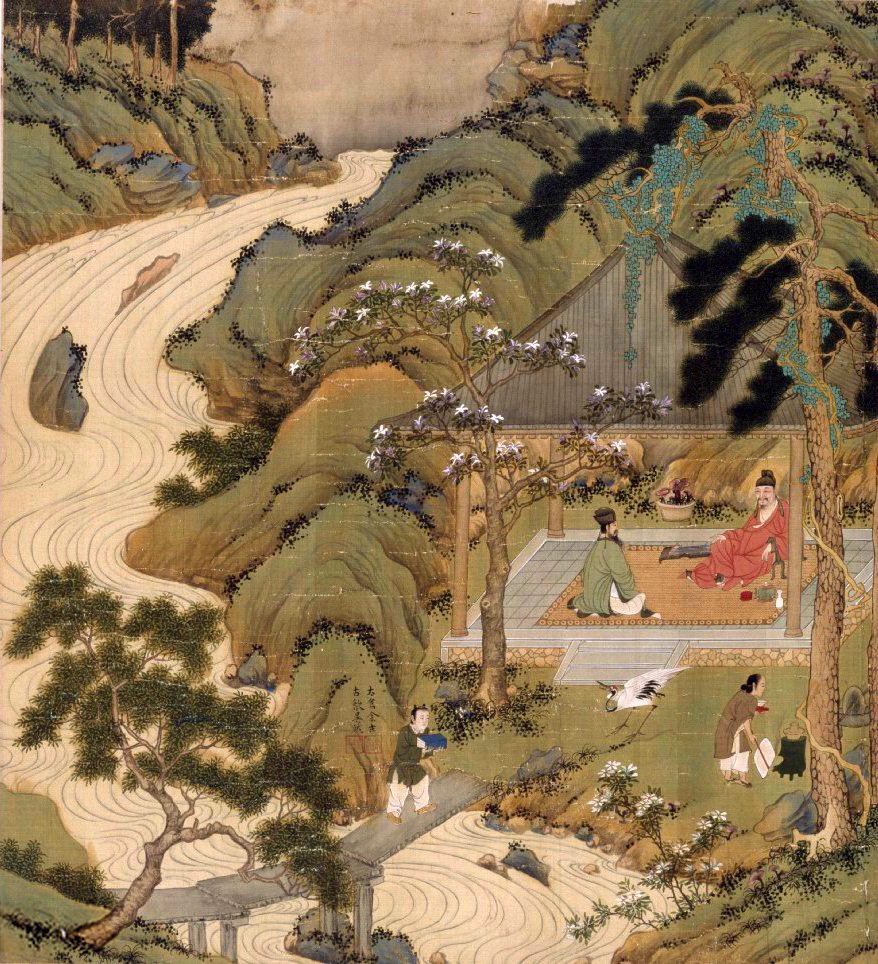
《徐顯卿宦跡圖·荊嶽臥病》，描繪徐顯卿在山中養病的場景

### 頑疾
徐顯卿從少年時代，即患有痼疾「㿗疝」，萬曆七年（1579年）病情惡化，在冊封荊王後請長假回鄉調養。萬曆九年（1581年），結識醫生陳汝濱，於是避居宜興芙蓉山中治療，仍不見起色。六月，外用藥膏，膿腫未破，導致睪丸脹大，痛苦不堪。顯卿飲食不下，生死之間，夢見自己赤身裸體，處於孔子陵寢殿前。殿中兩個婦人餵其吃下葫蘆、茄子，馨香可口，於是驚醒。次日，患處破潰，濃水淋漓流出，病情大為好轉。然而，此次左疝破潰，右疝仍堅硬不動。次年，朝廷公文寄到，催促其返京。顯卿只得匆匆北上。萬曆十三年（1585年），顯卿任國子監祭酒，按例免於朝參，於是全力治療右疝。醫生用藥，顯卿病灶雖然破潰，但污水不出，渾身發冷，夢見靈魂出竅復還，夢醒後周身輕快。又經過月餘，重回太學辦公。

### 流寓
徐顯卿同鄉魏學禮，以拔貢任鎮江府學訓導，經巡按御史邢侗推薦於朝廷，遷國子監學正，陞廣平府同知。魏學禮為官清正，得罪高官被劾罷職。其蘇州故居已經變賣，無處棲身，故而依附徐顯卿，僑居宜興。

### 身後
徐顯卿死後，嗣子徐元淓將宜興房產賣與其父門生陳一教。然而陳一教買房後，竟把房中供奉之徐顯卿遺像，棄置大街，引發強烈不滿。

## 家族

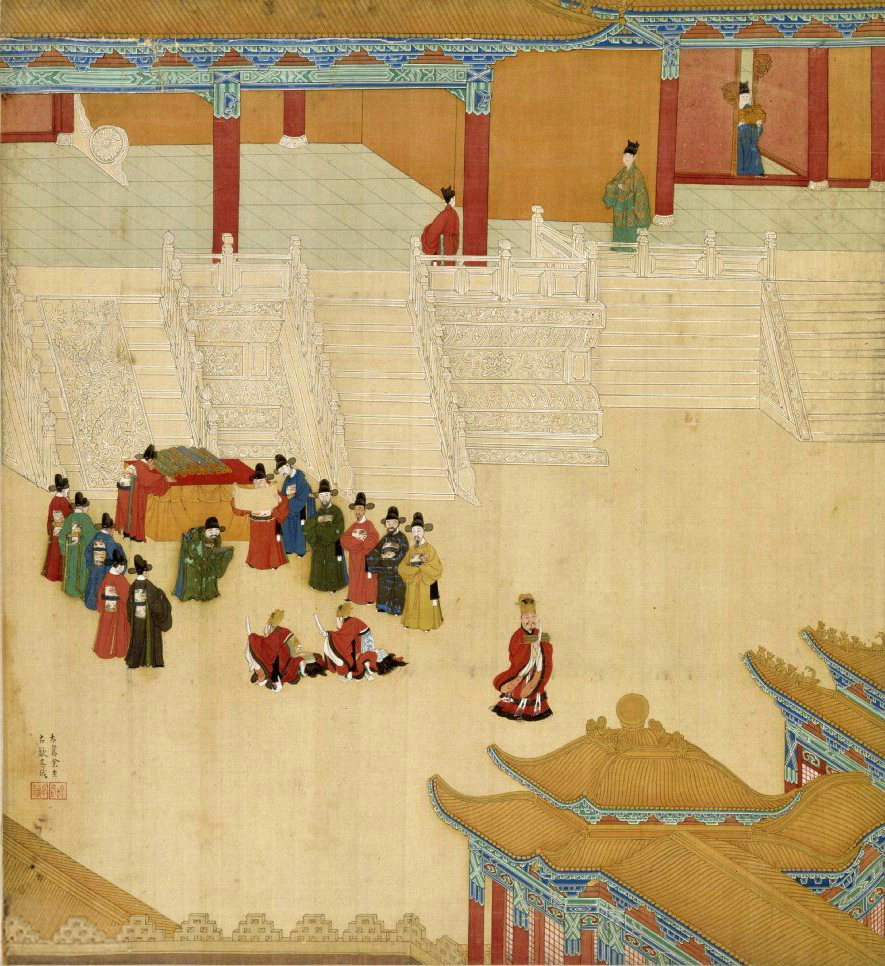
《徐顯卿宦跡圖·幽隴沾恩》，描繪徐顯卿接受三代封贈的場景

徐顯卿家族世居长洲县带城桥南。从高祖父开始，以组织罗绮缣纻为业，逐渐发迹。曾祖徐景春以吳越國廣陵王錢元璙之遗圃南园为别墅。然其祖父徐廷蘭好酒，晚年家道中落。显卿父徐骐，字德纯，稍习举业，入赘亦“以织纴为业”的东卫营林家，家境好转，遂命长子继承家业，而親身教授其他诸子读书，对显卿最为严格。显卿之母林氏也日夜督促，後來諸子皆有成，其母居功至伟。嘉靖二十七年（1548年），林氏辞世，显卿年方十二。嘉靖四十年（1561年），徐骐暴卒，顯卿因守孝錯過當年鄉試。
萬曆十五年（1587年）二月，《大明會典》完成，徐顯卿任副總裁官，家人得到封贈，祖父徐廷蘭、父徐騏俱贈通議大夫、詹事府詹事兼翰林院侍讀學士，祖母和母親俱贈太淑人。

## 著作
徐顯卿工詩文，《宜興縣志》贊為「自出機軸，典雅超雋」。有《天远楼集》27卷。

### 宦跡圖
萬曆十六年（1588年），徐顯卿延請太倉余壬、歙縣吳鉞兩位畫師，描繪其一生際遇，並親自逐張題寫詠記，作成《徐顯卿宦跡圖》。圖冊現存26開，絹本，設色，每開縱62厘米，橫58.5厘米，對開則分別為徐顯卿題寫的紀遇詩和詩序，圖後還有民國十四年（1925年）陶鎔題記一則。
《徐顯卿宦跡圖》流轉內府多年。民國之初，曾為日本駐天津總領事吉田茂收購。為避免畫作流失海外，陶鎔委託寶晉齋主人以重金購回。後入藏北京故宮博物院。另外，紀遇詩與各開圖繪一一對應，然而，徐顯卿《天遠樓集》共收錄紀遇詩30首，完整記錄了徐顯卿的生平事跡，因此圖冊原本可能共計30開，如今後4開已下落不明。
《徐顯卿宦跡圖》筆觸細膩，意境宏博，對研究明代朝會、經筵、科考、冠服等都有重要的價值。
- 孺慕聞聲，時年十二
- 神占啟戶，時年十八
- 郡尊折節，時年二十五
- 鹿鳴徹歌，時年三十一
- 瓊林登第，時年三十二
- 中秘讀書，時年三十三
- 承明應制，時年三十四
- 皇極侍班，時年三十四
- 危舟免難，時年三十六
- 司禮授書，時年三十六至三十九
- 棘院秉衡，時年三十八至四十七
- 金臺吹敕，時年四十一
- 楚藩持節，時年四十三
- 荊嶽臥病，時年四十三
- 聖祐己疾，時年四十五
- 衝雪還朝，時年四十六
- 經筵進講，時年四十七
- 儲寀綰章，時年四十八
- 國師正席，時年四十八
- 壽宮扈蹕，時年四十八
- 歲禱道行，時年四十九
- 旋魂再起，時年四十九
- 日直講讀，時年四十九
- 輪注起居，時年四十九
- 玉堂視篆，時年五十
- 幽隴沾恩，時年五十一

### 詩作
- 《紀遇三十首第三十》[48]

素衣易為緇，厭此京雒塵，固請輟講直，扶侍太淑人。帝許乘傳歸，仍沾寵賜頻，行行謝簪紱，垂綸太湖濱，請看高天鵠，離哉不可馴。

### 注引
1. ↑  《徐顯卿宦跡圖·孤慕聞聲》：先母亡時不肖十二歲，臨終執不肖手，愴甚。既卒，不肖隨家君臥，夜分，聽隔壁如人走動，有聲，至房門，如門隙中衣裳插入，房內有聲。時家君熟睡，大吼，吼即止，作窹中語。不肖問之，曰：「你母壓我身，定要我去，因憐你，捨不得也。」如是者三。
2. 1 2  《徐顯卿宦跡圖·郡尊折節》：不肖廿五歲為嘉靖辛酉，當應天鄉試。五月，學院發科舉案，不肖首列。時太守太原王公，貳守平陽徐公，期待頗厚。閏五月七日，家君忽一日暴病卒。天明，王徐二公並至，哭之慟。蓋傷不肖坐此失時，又重悲家君之不逮養也。王公延余教其子若弟，因自為文祭先君，庠友唱拜讀文。先君以布衣有此，誠異數云。
3. ↑  《明人傳記資料索引》4971：徐顯卿，字公望，號檢菴，長洲人。隆慶二年進士，官至吏部侍郎，萬曆三十年卒。有《天遠樓集》
4. ↑  《明穆宗實錄》：隆慶二年六月辛巳 選進士徐顯卿……三十人為翰林院庶吉士，命管詹事府事禮部尚書兼翰林院學士殷士儋、趙貞吉管教習。
5. ↑  《明穆宗實錄》：隆慶四年三月丙子 授庶吉士朱賡、田一儁、陳於陛、徐顯卿……為翰林院編修。
6. ↑  《明穆宗實錄》：隆慶四年五月庚寅 以翰林院編修…徐顯卿…充世宗肅皇帝實錄纂修官。
7. ↑  《明神宗實錄》：萬曆元年正月辛卯 張居正請開經筵，徐顯卿為展書官。
8. ↑  《明神宗實錄》：萬曆三年三月癸卯 大學士張居正題日講官丁士美等六員輪赴館記注起居，以修撰王家屏、徐顯卿、張位、于慎行、沈懋孝，編修沈一貫編纂章奏。時位方給假在籍，促令復任，以修復史職。上從之。
9. ↑  《明神宗實錄》：萬曆四年六月乙酉 張居正等奏請，修撰徐顯卿充會典纂修官。時方纂修世宗實錄，詔不妨以原務兼修。
10. ↑  《明神宗實錄》：萬曆五年八月己卯 以修實錄升敘翰林修撰徐顯卿為侍讀。
11. ↑  《明神宗實錄》：萬曆七年四月庚子 神宗御皇極殿傳制，遣永康侯徐喬松等、右通政朱南雍等為正使。光祿寺丞周弘祖、侍讀徐顯卿等為副使，持節冊封荊府世子常泴等為荊王等王，及封封丘王妃陳氏等妃。
12. ↑  《徐顯卿宦跡圖·持節楚藩》
13. ↑  《徐顯卿宦跡圖·沖雪還朝》
14. ↑  《明神宗實錄》：萬曆十年十二月己丑 除補翰林院侍讀徐顯卿。
15. ↑  《明神宗實錄》：萬曆十二年二月庚戌 升翰林學士徐顯卿左春坊左諭德兼翰林院侍讀掌坊事，左春坊左中允管國子監司業事。
16. ↑  《明神宗實錄》：萬曆十二年十一月己丑 升左諭德徐顯卿為國子監祭酒。
17. ↑  《明神宗實錄》萬曆十三年二月壬寅朔 命國子監祭酒徐顯卿充經筵講官。
18. ↑  《徐顯卿宦跡圖·歲禱道行》
19. ↑  《明神宗實錄》：萬曆十三年十月甲申 改國子監祭酒徐顯卿為少詹事，充日講官。
20. ↑  《明神宗實錄》：萬曆十四年五月丙午 命詹事府少詹事兼翰林院侍講學士徐顯卿、翰林院編修莊履豐，俱充大明會典纂修官。
21. ↑  《明神宗實錄》：萬曆十四年六月丙戌 升詹事府少詹事兼翰林院侍講學士徐顯卿為詹事府詹事兼翰林院侍讀學士掌院事，詔舊經筵日講。
22. ↑  《明神宗實錄》：萬曆十五年二月戊寅 大典告成……禮部右侍郎張位、于慎行、徐顯卿，……各升俸一級，仍與應得誥命。
23. ↑  《明神宗實錄》：萬曆十五年十二月己巳 以禮部右侍郎于慎行為左侍郎，詹事徐顯卿為右侍郎。
24. ↑  《明神宗實錄》：萬曆十六年八月己亥 禮部題朝鮮國陪臣韓准等進賀表到，柳琠等謝恩畢，賜筵晏如例，遣侍郎徐顯卿待。
25. ↑  《明神宗實錄》：萬曆十六年九月壬子 禮部題朝鮮進賀使臣韓准等賜宴，命侍郎徐顯卿待。
26. ↑  《明神宗實錄》：萬曆十六年九月甲戌 神宗以親閱壽宮工程已有次第，徐顯卿加級賞賚有差。
27. ↑  《明神宗實錄》：萬曆十六年十月乙酉 升禮部右侍郎徐顯卿吏部右侍郎。
28. ↑  《明神宗實錄》：萬曆十六年十二月丁酉 以年節頒賜輔臣申時行及日講官徐顯卿等金幣有差。
29. ↑  《明史·卷230》6020-6023：姜士昌，字仲文，丹陽人。……舉萬曆八年進士，除戶部主事，進員外郎。請帝杜留中，錄遺直，舉召對，崇節儉。尋進郎中。以省親去。還朝，言吏部侍郎徐顯卿搆陷張位，少詹事黃洪憲力擠趙用賢，宜黜之以警官邪。
30. ↑  《明神宗實錄》：萬曆十七年二月乙巳 南京雲南道御史方萬策、江西道御史林可成，交章劾吏部右侍郎徐顯卿，言其擠排張位、沈一貫，使告退；李長春、韓世能使改南，及結納富商，媚事大璫，僭越淫亂，寅緣納賄諸不法事。旨：下吏部。
31. ↑  《明神宗實錄》：萬曆十七年二月丁未 吏部右侍郎徐顯卿疏辯，首言位、一貫告假，各有至情。世能、長春南遷，各由資序。因分晰疏中事求罷斥，凡再上，不許。
32. ↑  《明神宗實錄》萬曆十七年三月戊辰 吏部右侍郎兼翰林院侍讀學士徐顯卿三疏乞歸，許之。以日講官予金幣馳驛。
33. 1 2  《宜興縣志·文苑》：徐顯卿，字公望，原籍蘇州人，以弟顯宰死非命，仇不共國，徙居宜興。隆慶二年成進士，授編修。充經筵日講官，啟沃諄切，天子為動容傾聽。累升吏部右侍郎。請告，奉溫綸馳驛歸。創建義倉，捐金五百為倡。地方有利病，條請必力，非公事，未嘗以寸牘干郡縣。撰詩文多自出機軸，典雅超雋。所著有《天遠樓集》二十六卷。
34. ↑  《明神宗實錄》：萬曆四十七年八月戊午 予原任吏部右侍郎兼翰林院侍讀學士徐顯卿祭葬如例。顯卿，直隸長洲人，隆慶二年進士，改庶吉士，授編修，歷祭酒、少詹，充經筵講官，升吏部右侍郎。被論回籍。三十年十月，卒於家。禮部覆稱纂述功多，啟沃勞久，偶以坦衷招議，旋亦日久論明，遡厥勤勞，應加祭葬，從之。
35. ↑  《徐顯卿宦跡圖·瓊林登第》：隆慶二年余始上春官，以長洲縣學自來聯中者少，絕無妄念。寓惠河寺，老僧號了庵，為余言，元日師徒同發一夢，奇甚。余固詢之，不言，約待揭曉乃言。夢雲佛殿後小佛堂東西各一間，是其師徒臥處，忽變為池，躍一鯉魚，其徒獲之。須臾，天嘿，雷電交作，池水泛溢，波濤洶湧，一大魚從中直飛上天，遂驚醒。既旦，師徒各述其夢，愕然謂奈何兩人之兆一也。是年，余寓西一間，東則山東張清濱寓，為同榜進士。寺中兩廊寓居者共十六人，皆下第。
36. ↑  《徐顯卿宦跡圖·危舟免難》：隆慶壬申，不肖以編修假還里，二月十一日，送友人喪，舟過胥盤之間。是日鬱蒸，熱甚於夏。午後，颶風雷電大作，黑雲瀰天，舟皆不得泊岸，溺者數百餘人。不肖舟如箭東下，舟人謂勢必入前大溪中沒。乃未至大溪半里許，有新修大糧舩被風擊斷鐵索，縱橫水面，糧舩方空，舟尾懸如山高。舟人謂我舟必入其下，不可救。不意我舟將近糧舩，忽轉東向南，與糧舩並橫，緊貼糧舩，糧舩軍夫爭俯身援抱，不肖主僕一一上糧舩畢，而我舟遂離飄至前大溪沒。
37. ↑  《徐顯卿宦跡圖·聖佑己疾》：萬曆辛巳六月廿四日，不肖治疝，藥從外入，里爛深寸許，未潰，束處浮腫，如升如斗，痛苦憂惶，常恐一潰，大命隨之。屢欲收拾，不使入里，而藥毒侵潰，日深一日，遂至寢食俱廢，家人驚怖，兄弟輩在蘇相約來視永訣，不肖惟於枕上思念先父母，欲與同去，淚漬枕席。忽夢赤身入大殿中，上坐隱隱一神明如在，問左右此何處？曰：此孔陵也。不孝惶懼羞澀，恨不能縮地，忽聞殿門外呵道云：衍聖公來拜。不肖即令人辭之曰：裸體不可接見。呵聲從殿後去漸遠，人還報曰：衍聖云已如命。不肖速趨出殿外少憇，殿中二婦人各持盒就不肖，一老嫗先開盒，乃熟葫蘆也。余視之有難色，嫗曰：你不食即罷。一少婦啟盒，則熟茄也。余亦不欲食，婦曰：葫蘆既不食，茄又不食，此必重獲譴，遂許食此。婦手持茄進余口云：愣愣咀嚼，中有鹿肉。不肖且食且想，滿口馨香，津液如注，遂醒。口中香味尚在，乃自訴此何時也，待我父母見靈，我即隨往，而乃有此夢，豈未應死耶。天明，不肖趨入書房，遍地滴水，腥臭異常，視之患處已潰，又不從藥孔中出，痛即止，一二日水大下，而㿗消。
38. ↑  《徐顯卿宦跡圖·荊嶽臥病》：萬曆己卯八月初八日，入宜興。庚辰，嫁長女崑山朱氏。時多暇，徧歷張公善卷諸勝。辛巳，遇醫陳嶺泉，避客芙蓉山中。至四月入城，治疝，延至歲終，未平復。壬午夏五月，劉婿就婚於寓。六月，一病幾殆。欲仍避芙蓉山中，而京書至，以假滿不得稽滯，遂匆匆束裝北上云。
39. ↑  《徐顯卿宦跡圖·旋魂再起》：萬曆乙酉，承乏太學，例不朝參，得肆力復治右。蓋左疝趨數年即治之，即所云聖佑已疾也。右疝則自弱冠至此，已三十年矣。醫者亦不自揣用前法攻治，自四月廿四日敷藥浸漬入里，至六月初二日大潰，非前如水之易出易進者。水積污成，泥水甚少，不肯流出，別有□衣裹之。既潰，越二日，身如冰冷，寒顫不禁，六月用綿被貂裘覆體不溫，滿室蘆席重圍，不令隙光入目，絕飲食者四日。至初八日薄暮，忽聞或聲作謦欬狀，從庭中漸近房窓。予在床驚曰：此是我聲，豈魂出復還也。遂推被開帷，脫然輕快。明日，食粥有味。月余，太學視事。
40. ↑  《蘇州府志·卷九十九·文苑四》：魏學禮，字季朗，吳縣人，世居閶門。爲諸生，才名籍甚。……萬曆乙亥以歲貢除鎮江府學訓導，御史邢侗按吳，薦於朝，遷國子學正，詔刻十三經註疏，委以校讐，陞廣平府同知，歲儉，飢民揭竿起，學禮慰解即散。鄰郡有冤獄不決，屬學禮一訊得其情。署府篆者再，無纖毫染指。當事有私人臟敗，囑之曲庇，學禮不從，遂嗾巡撫劾罷。歸而故居已售，無棲止，依徐顯卿，僑居宜興，年七十八卒。（舊志參通志）
41. ↑  《试论宜兴亳村陈于泰的评价失真问题》引祁彪佳《宜焚全稿·卷二》周文爙招，《续修四库全书·史部・诏令奏议类》，第492册
42. ↑  《天遠樓集·族谱》
43. ↑  《徐顯卿宦跡圖·幽隴沾恩》
44. ↑  《四庫全書總目提要·卷179》：《天遠樓集》二十七卷（浙江孫仰曾家藏本）明徐顯卿撰。顯卿字公望，號檢菴，長洲人。隆慶戊辰進士，官至吏部侍郎。是集為其嗣子元淓所編，前有王穉登《序》曰：先生卜居陽羨，士大夫莫名先生文，先生亦不自名文也。余與先生雖同枌檟，跡若風馬牛。然第聞人言，先生長者，遂亦長者先生。未幾，先生來過余，每談立言之業，不東向讓三，即南向讓再。余竟莫名先生，而僅識先生長者云云。是殆有微詞矣。
45. 1 2 3  《一位明代翰林官员的工作履历——徐显卿宦迹图》
46. ↑  《〈徐显卿宦迹图〉研究》
47. ↑  《徐顯卿宦跡圖》附陶鎔題記：官服講幄舊制廢棄已久，此冊存其概略，亦足征崇學重士之盛，帝王往跡有如是也。
48. ↑  《天遠樓集·紀遇詩》

### 文目
- 《明實錄》，中華書局校勘本
- 《明史》，中華書局點校本
- 《天遠樓集》27卷，明·徐顯卿撰，明萬曆刻本
- 《蘇州府志》，清·宋如林等修，石韞玉纂，清道光四年（1824年）刊本
- 《一位明代翰林官员的工作履历——〈徐显卿宦迹图〉图像简析》，杨丽丽，《故宫博物院院刊》2005年第4期
- 《〈徐顯卿宦跡圖〉研究》，朱鸿，《故宫博物院院刊》，2011年第2期
- 《試論宜興亳村陳于泰的評價失真問題》，汪莉、夏維中，《南京大學學報（哲學、人文科學、社會科學）》，南京，南京大學學報編輯部，第50卷，第4期，2013年8月
- 《明人傳記資料索引》，漢籍電子文獻資料庫

## 連結
- 《徐显卿宦迹图》：一位翰林的仕途写真 （页面存档备份，存于） 凤凰国学